# Central térmica de Cas Tresorer
La central térmica de Cas Tresorer es una central termoeléctrica de ciclo combinado situada en el término municipal de Palma de Mallorca, constituida por dos ciclos combinados (Cas Tresorer CC1 y Cas Tresorer CC2) que consumen gas natural como combustible principal y están preparados para poder consumir gasóleo en caso de problemas de suministro de GN o problemas técnicos que impidan el uso de este combustible. Cuenta con una potencia instalada de 480 MW.

## Historia
Su construcción comenzó en el año 2005 y se realizó en dos fases, terminándose en 2010. Inicialmente se puso en marcha con 2 turbinas de gas que utilizaban gasoil como combustible y una potencia de 154 megavatios. Al año siguiente se puso en marcha la turbina de vapor para completar el primer ciclo combinado. En 2008 con la inauguración del gasoducto de gas natural que da servicio a baleares paso a funcionar con este combustible.   

## Datos técnicos
- Ciclo Combinado I

- 2 Turbinas de gas General Electric, PG 6FA+e (80 MW)
- 2 recuperadores de calor HRSG, NEM, Tipo 2P-NC de circulación natural
- 1 Turbina de vapor Siemens ST5-C de 80 MW.

- Ciclo Combinado II

- 2 Turbinas de gas General Electric, PG 6FA+e (80 MW)
- 2 recuperadores de calor HRSG, NEM, Tipo 2P-NC de circulación natural
- 1 Turbina de vapor Siemens ST5-C de 80 MW.

En la actualidad, ambos ciclos combinados queman gas natural como combustible principal, aunque pueden quemar también gasóleo